# Helena Mattsson

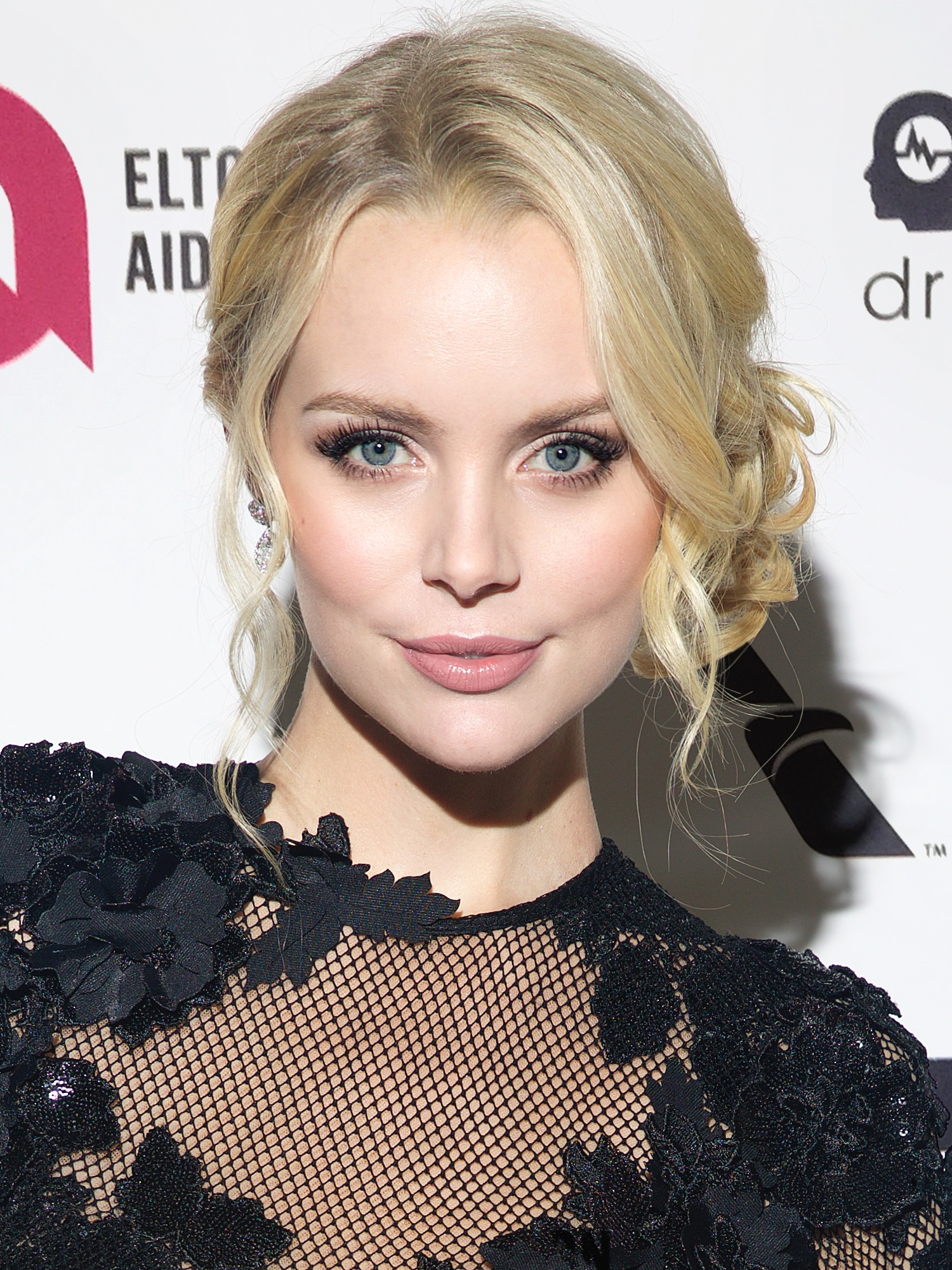
Helena Mattsson 2015

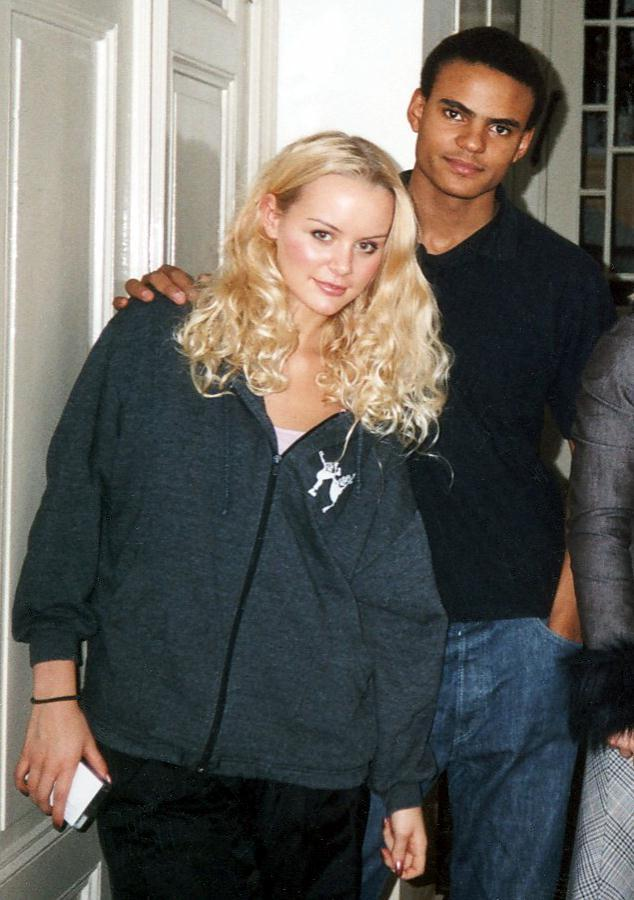
Mattsson mit Mohombi im Jahr 2002 nach einer Probe der Show Wild Side Story

Helena Mattsson (* 30. März 1984 in Stockholm) ist eine schwedische Schauspielerin, die in Hollywood lebt und arbeitet.

## Leben
Mattsson wurde in Stockholm geboren und ist dort auch aufgewachsen. Nachdem sie dort frühe Rollen an Kabarett-Theatern hatte, unter anderem in Wild Side Story, zog sie relativ jung nach London, um dort die Schauspielschule zu besuchen. Mit 19 Jahren ließ sie sich schließlich in Hollywood nieder. Im Jahr 2006 spielte Mattsson die Titelrolle im Musikvideo zu dem Song Country Girl der schottischen Rock-Band Primal Scream. Im Jahr 2007 spielte sie die Hauptrolle in Species IV – Das Erwachen. Für vier Folgen spielte sie als Irina in der Serie Desperate Housewives mit. Im Jahr 2010 stand sie dann als The Blonde neben Christian Slater und Gary Oldman in dem Tex-Mex-Actionfilm Guns and Girls vor der Kamera, welcher als eine B-Movie Hommage an den Quentin Tarantino und Robert Rodriguez Streifen From Dusk Till Dawn inszeniert ist. Im März 2012 bekam sie die Nebenrolle Alexis Blume in der Thriller-Serie 666 Park Avenue, die am 30. September 2012 Premiere hatte.

## Filmografie (Auswahl)
- 2004: Der Fluch von Hellestad (Strandvaskaren)
- 2004: Sweden, Ohio (Fernsehfilm)
- 2005: Sex, Love & Secrets (Fernsehserie, Episode 1x03)
- 2005: CSI: NY (Fernsehserie, Episode 2x09)
- 2007: Species IV – Das Erwachen (Species: The Awakening)
- 2007: CSI: Miami (Fernsehserie, Episode 6x07)
- 2007: Cold Case – Kein Opfer ist je vergessen (Cold Case, Fernsehserie, Episode 4x22)
- 2007: CSI: Den Tätern auf der Spur (CSI: Crime Scene Investigation, Fernsehserie, Episode 7x18)
- 2007: Rx (Fernsehfilm)
- 2008: Two and a Half Men (Fernsehserie, Episode 6x03)
- 2009: Surrogates – Mein zweites Ich (Surrogates)
- 2009: Legend of the Seeker – Das Schwert der Wahrheit (Legend of the Seeker, Fernsehserie, Episode 2x05)
- 2009: Rules of Engagement (Fernsehserie, Episode 3x05)
- 2009: Nobody
- 2010: Iron Man 2
- 2010: The Mentalist (Fernsehserie, Episode 3x07)
- 2010: Navy CIS: L.A. (NCIS: Los Angeles, Fernsehserie, Episode 1x17)
- 2010: The Defenders (Fernsehserie, Episode 1x01)
- 2010: Desperate Housewives (Fernsehserie, 4 Episoden)
- 2011: Detroit 1-8-7 (Fernsehserie, Episode 1x12)
- 2011: Nikita (Fernsehserie, 2 Episoden)
- 2012: Guns and Girls (Guns, Girls and Gambling)
- 2012: 7 Psychos (Seven Psychopaths)
- 2012–2013: 666 Park Avenue (Fernsehserie, 9 Episoden)
- 2013: Betrayal (Fernsehserie, 7 Episoden)
- 2014: Audrey
- 2014: Fargo (Fernsehserie, 2 Episoden)
- 2014: Mistresses (Fernsehserie, 4 Episoden)
- 2015: Win, Lose or Love (Fernsehfilm)
- 2015–2016: American Horror Story (American Horror Story: Hotel, Fernsehserie, 4 Episoden)
- 2016: The Persian Connection (The Loner)
- 2016: Code of Honor
- 2018: The Neighborhood Nightmare (Neighborhood Watch, Fernsehfilm)
- 2018: My Husband’s Secret Wife
- 2018: My Dinner with Hervé (Fernsehfilm)
- 2018: Mommy Group Murder (The Perfect One, Fernsehfilm)
- 2019: Swipe Right, Run Left (Fernsehfilm)
- 2020: Her Deadly Reflections
- 2020: Murder in the Vineyard
- 2020: Iceland Is Best
- 2021: Tacoma FD (Fernsehserie, Episode 3x10)
- 2021: Magnum P.I. (Fernsehserie, Episode 3x14)
- 2021–2022: The Rookie (Fernsehserie, 5 Episoden)
- 2022: General Hospital (Fernsehserie, 2 Episoden)
- 2023: Dark Asset
- 2024: Sinister Surgeon (Fernsehfilm)
- 2024: Discussion Materials
- 2025: Little Angels